# Joséphine d'Aiguillon

Joséphine d'Aiguillon (née Daiguillon) (1771-1850) est l'épouse du général Victor Léopold Berthier puis du général comte Antoine Charles Louis de Lasalle et une membre de la suite de Joséphine de Beauharnais. Son portait avec sa fille par Antoine-Jean Gros a été acquis par le musée de l'Armée.

## Biographie
Joséphine d’Aiguillon, née à Versailles (sous le nom Daiguillon) le 24 décembre 1771 à Versailles et morte le 8 février 1850 à Paris 1er arrondissement, est la fille de James Roberts Joseph Daiguillon (connu sous le nom d'Aiguillon), écuyer, chevalier de l’ordre de Saint-Louis, gendarme de la garde ordinaire du roi et de Catherine Gillette Bourdin.
Mariée en 1796 au  Victor-Léopold Berthier, avec lequel elle a trois fils : Alexandre Almeric (1797), Oscar (1798),  Alexandre Joseph (1800) Elle rencontre en 1797 en Italie  et devient la maîtresse du comte Antoine Charles Louis de Lasalle dit le « général hussard » de Napoléon. Les lettres de son amant envoyées depuis l’Egypte sont capturées puis publiées par les Britanniques dans la presse. Le scandale est conséquent et Joséphine doit divorcer. Elle épouse le général Lasalle le 5 décembre 1803. De leur union naît une fille, Charlotte-Joséphine (1806-1853), mariée en 1828 à Michel Yermoloff, officier russe.
La comtesse de Lassalle fait partie de la suite de Joséphine de Beauharnais et est près d'elle lors des grandes batailles. Elle échange alors une correspondance avec son époux.
Joséphine d'Aiguillon meurt à Paris le 8 février 1850.

## Son portrait
Veuve, Joséphine d'Aiguillon demande à Antoine-Jean Gros de réaliser son portrait en pied, avec sa fille, en 1812. Il doit être le pendant de celui de son mari. Ce portrait affirme l'amour conjugal et l'indépendance de la comtesse, tirée vers la vie par sa fille. La comtesse de Lasalle, vêtue d’une robe de velours noire et d’une toque de même étoffe ornée d’une blanche plume retombant sur son épaule, est entrainée par sa fille vers le jardin où se trouvent ses trois garçons. Son regard ne peut se détacher du buste en marbre de son illustre époux, le général Antoine Charles de Lasalle, mort à 34 ans au combat, au moment de la victoire de la bataille de Wagram.
Le tableau s'inscrit dans la tradition des portraits de mères et filles. Il reprend la pose d'un tableau de 1808, Portrait de l'Impératrice Joséphine de Antoine Jean Gros.
En 2021-2022, grâce à des dons de particuliers et d'entreprises, le musée de l'Armée acquiert le portrait de Joséphine pour une somme de 420 000 euros. Une partie de cette somme sera destinée à la restauration de l'œuvre avant de rejoindre les salles permanentes du musée de l'Armée.